# Iván Parra
Iván Ramiro Parra Pinto (Sogamoso, 14 ottobre 1975) è un ex ciclista su strada colombiano, professionista dal 1997 al 2012 e vincitore di due tappe al Giro d'Italia 2005.
È fratello minore dell'ex ciclista Fabio Parra.

## Carriera
Professionista dal 1997, nel biennio 1999-2000 vestì la maglia della Vitalicio Seguros, piazzandosi nono alla Vuelta a España 1999; dal 2001 al 2002 gareggiò tra le file della ONCE-Eroski e dal 2003 al 2004 con la Kelme/Comunidad Valenciana, sempre in Spagna. Nel 2005, insieme al compagno di squadra alla Colombia-Selle Italia José Rujano (terzo in graduatoria finale e miglior scalatore della corsa), risultò la sorpresa del Giro d'Italia, quando vinse consecutivamente due tappe alpine entrambe con lunghe fughe. Non riuscì tuttavia a piazzarsi in classifica, a causa di vari ritardi nelle tappe precedenti.
Forte scalatore, si ripropose a buoni livelli durante il Giro d'Italia 2007, che portò a termine al tredicesimo posto della classifica generale. In particolare, concluse al terzo posto il tappone alpino delle Tre Cime di Lavaredo, staccandosi solo negli ultimi metri da Leonardo Piepoli e Riccardo Riccò. Nella sua carriera in Europa colse in tutto tre vittorie, le due al Giro più una tappa alla Vuelta a Galicia 2000, cui si aggiungono numerosi successi in competizioni colombiane, tra cui il titolo nazionale 2005 a cronometro.
Nel 2016 venne trovato positivo all'ormone sintetico GHRP-2 e squalificato dalle competizioni per quattro anni. La positività era stata evidenziata in un controllo effettuato durante il Clásico RCN del 2015.

## Palmarès
- 1998

tappa Vuelta al Valle del Cauca
Classifica generale Vuelta al Valle del Cauca
- 2000

5ª tappa Vuelta a Galicia (Orense > Forcarei)
- 2004

4ª tappa, 1ª semitappa, Vuelta de la Paz (Rionegro > La Ceja)
4ª tappa Clásica de Fusagasugá (Fusagasugá)
- 2005

13ª tappa Giro d'Italia (Mezzocorona > Ortisei)
14ª tappa Giro d'Italia (Egna > Livigno)
Campionati colombiani, Prova a cronometro
- 2008

Prologo Vuelta a Cundinamarca (Cogua > Cogua, cronometro)
- 2009

1ª tappa Vuelta a Boyacá (Sogamoso > Sogamoso)
- 2010

4ª tappa Vuelta a Cundinamarca (Cogua > El Neusa)

### Altri successi
- 2001

1ª tappa Volta Ciclista a Catalunya (Sabadell, cronosquadre)
2ª tappa Gran Premio Internacional Mitsubishi MR Cortez (cronosquadre)
- 2006

Classifica scalatori Tour de Romandie
- 2010

Prologo Vuelta al Valle del Cauca (Cali, cronosquadre)
1ª tappa Clásico RCN (Bucaramanga, cronosquadre)

## Piazzamenti

### Grandi Giri
- Giro d'Italia

1999: ritirato
2005: 20º
2006: 16º
2007: 13º
- Tour de France

2003: 47º
2006: 43º
2007: ritirato (8ª tappa)
- Vuelta a España

1999: 9º
2000: 59º
2004: 34º

### Competizioni mondiali
- Campionato del mondo

Verona 2004 - In linea Elite: 24º
Verona 2004 - Cronometro Elite: 26º